# Citocrom c
El citocrom c és una hemoproteïna monomèrica soluble que es troba als mitocondris de tots els organismes aeròbics.
Realitza una funció fonamental a la respiració cel·lular com a transportador d'electrons entre els complexos respiratoris III i IV. També pot sortir al citoplasma de la cèl·lula i intervenir com a desencadenant de l'apoptosi o mort cel·lular programada.
És una proteïna molt fàcil de purificar i aïllar, fet que representa un gran avantatge a l'hora d'estudiar la seva seqüència d'aminoàcids.

## Estructura
El citocrom c pertany a la família dels citocroms, que són proteïnes que tenen un grup hemo. El grup hemo està format per un anell de porfirina, que és una substància aromàtica tetracíclica, unit a un àtom de ferro. El ferro del grup hemo d'un citocrom es pot trobar oxidat (Fe3+) o bé reduït (Fe2+) quan funciona a la cadena de transport electrònic. Els citocroms es designen a, b o c segons el seu espectre d'absorció, que depèn de l'estructura del grup hemo i de l'entorn on es trobi aquest.
El citocrom c és una de les proteïnes transportadores d'electrons més estudiades dels mitocondris. Això es deu a la seva alta solubilitat en aigua, ja que permet separar-lo de la membrana mitocondrial interna, a la que està feblement associat mitjançant forces electroestàtiques.
El citocrom c és una proteïna globular, té un diàmetre d'aproximadament 34 Å i un pes molecular al voltant dels 12,5kDa. Consta d'una cadena polipeptídica de 104 residus d'aminoàcids unida al grup hemo c (anell de protoporfirina IX) mitjançant residus de cisteïna. Aquesta unió és covalent, ja que es fa a través d'enllaços tioèter.
El grup hemo es troba envoltat de residus hidròfobs i no pot interaccionar amb l'oxigen, ja que el ferro en l'anell de porfirina està coordinat amb el nitrogen d'una histidina i amb l'àtom de sofre d'una metionina. Només una vora de l'anell és accessible a la superfície, a la resta de l'anell hi ha petits canals que permeten exclusivament el pas de molècules hidròfobes petites cap al ferro.
Un gran nombre de residus catiònics de lisina i arginina s'agrupen a la superfície d'una cara de la molècula, d'aquesta manera es converteix en un lloc d'ancoratge per a grups aniònics al citocrom c oxidasa. D'altra banda, a la cara oposada de la molècula hi ha una agrupació de residus aniònics, com l'àcid glutàmic o aspàrtic, que permet la unió de la reductasa o altres components del sistema transportador d'electrons.
El citocrom c té 19 residus de lisina carregats positivament, a més de dues arginines també amb càrrega positiva, i només 12 residus àcids (aspàrtic o glutàmic). Per tant, té un comportament bàsic en pH fisiològic i un punt isoelèctric proper a pH 10.
Tot i això, la conformació del citocrom c es pot veure alterada segons l'acidesa del medi, ja que se substitueixen determinats aminoàcids per d'altres que proporcionin més estabilitat a l'estructura. A causa d'aquesta substitució es poden veure afectats els lligams del grup hemo i, conseqüentment, la proteïna pot adoptar moltes conformacions diferents. També s'ha observat que l'estructura i activitat del citocrom es veuen influenciades per la concentració d'ions cosmotròpics (creadors d'estructura) en el medi.

## Síntesi
El citocrom c es comença a formar al citoplasma. Una cadena de RNA procedent del nucli de la cèl·lula es dirigeix al citoplasma, on els ribosomes citoplasmàtics la transcriuen i tradueixen. D'aquesta manera se sintetitza la cadena peptídica.
Aquesta cadena peptídica es dirigeix als mitocondris i allà s'uneix al grup hemo. Els mitocondris intervenen en la síntesi de porfirines i contenen l'enzim que uneix el ferro amb la porfirina. Per tant, és al mitocondri on s'acaba de formar el citocrom c.

## Funció a la cadena respiratòria

El citocrom c a la cadena respiratòria

El citocrom c és una proteïna amb un paper important dins la cadena respiratòria als mitocondris.
La cadena respiratòria consisteix en el transport d'electrons a partir de les molècules reduïdes FADH2 i NADH (provinents de l'oxidació de glucosa, àcids grassos i aminoàcids) fins a l'oxigen. Té com a objectiu la fosforilació d'ADP a ATP, fet que comporta l'obtenció d'energia.
El mecanisme de transport dels electrons està constituït principalment per quatre complexes multi proteics associats a la membrana mitocondrial interna. El citocrom c participa en els complexos III i IV.

### Complex III
Al complex III la Q-citocrom c oxidoreductasa transfereix els electrons del CoQH2 (coenzim Q reduït) al citocrom c oxidat i allibera protons a l'espai intermembranós. Aquesta conjugació de transport d'electrons i protons és possible a causa d'un mecanisme anomenat Cicle Q.
Aquest cicle es basa en el fet que dos molècules de CoQH2 s'uneixen, una darrere l'altra, a l'enzim Q-citocrom c oxidoreductasa. Cadascuna d'elles cedeix 2 electrons i 2 protons. Quan la primera molècula de CoQH2 s'uneix a l'enzim els protons són alliberats al costat citoplasmàtic, mentre que un dels dos electrons cedits s'uneix a un centre de ferro-sofre (complex 2Fe-2S del centre de Rieske), després passa al citocrom c1 i finalment a una molècula de citocrom c oxidada. Aquest procés es repeteix quan la segona molècula de CoQH2 s'uneix a l'enzim Q-citocrom c oxidoreductasa. Cal tenir en compte que els electrons transferits al citocrom c són acceptats per l'àtom de ferro, per tant, en cap cas es transferiran protons i només un electró podrà ser acceptat cada vegada.
Els dos electrons restants, que provenen cadascun d'una molècula de CoQH2 diferent, contribuiran a la formació d'una nova molècula de CoQH2 a partir d'una de CoQ.
La reacció total és la següent:
CoQH₂ + Cytc3+ + 2 H+matriu → CoQ + 2 Cytc2+ + 4 H+citoplasma

### Complex IV
Les molècules de citocrom c, un cop reduïdes al complex III, transporten els seus electrons cap a l'enzim citocrom c oxidasa (complex IV). Aquest complex és el responsable de la transferència dels electrons transportats pel citocrom c a l'oxigen, que és l'acceptor final de la cadena respiratòria.
Per l'oxidació completa de l'oxigen molecular a aigua es necessiten 4 molècules de citocrom c. Les primeres dues s'uneixen de forma seqüencial a l'enzim i els seus electrons passen en primera instància al centre CuA/CuA i seguidament a l'hemo a, que ambdós són grups prostètics de l'enzim. Un d'aquests dos electrons segueix el seu camí a través de l'hemo a3 fins al centre CuB, mentre que l'altre electró es queda a l'hemo a3. El ferro reduït del grup hemo a3 i el CuB també reduït s'uneixen a una molècula d'O2 i formen un pont peròxid. Els electrons dels dos citocroms c que s'uneixen a continuació a l'enzim fan el mateix camí i trenquen l'enllaç peròxid amb l'addició de dos protons. S'alliberen dues molècules d'aigua amb la unió de dos protons més i l'enzim torna a la seva forma inicial. Durant tot aquest procés, la citocrom c oxidasa transporta 4 protons addicionals cap al citoplasma, fet que contribueix a la formació del gradient electroquímic.
La reacció total és la següent:
4 Cytc2+ + 8 H+matriu + O₂ → 4 Cytc3+ + 2 H₂O + 4 H+citoplasma

## Funció a l'apoptosi
A part de la seva funció com a transportador electrònic mitocondrial, el citocrom c té un paper important com a factor pro-apoptòtic en la via d'inducció d'apoptosi intrínseca mitocondrial.
La permeabilització de la membrana mitocondrial externa és, en primera instància, la causa de l'alliberament d'una sèrie de proteïnes de l'espai d'intermembrana mitocondrial cap al citosol de la cèl·lula, entre elles el citocrom c. Existeixen dos mecanismes proposats que descriuen quins mecanismes desencadenen aquest augment de permeabilització.
El primer d'ells ho atribueix a la formació d'un por en la membrana mitocondrial, conegut com a por de transició de la permeabilitat mitocondrial (MPTP, mitochondrial permeability transition pore), que connecta la membrana mitocondrial interna amb l'externa i participa en la regulació del potencial de membrana, Ca2+, pH, potencial redox, entre d'altres. L'obertura d'aquest por, relacionada amb un increment dels nivells de Ca2+ intracel·lular, provoca una dissipació del potencial de membrana. Aquest fet pot ser transitori o bé pot causar irreversiblement un inflament o swelling de la matriu mitocondrial, i conseqüentment provocar un trencament de la membrana mitocondrial externa amb l'alliberament de molècules al citosol.
El segon mecanisme estudiat es basa en la interacció de la família de proteïnes Bcl-2 amb la membrana mitocondrial externa. En la família de proteïnes Bcl-2 s'inclouen proteïnes amb activitat pro-apoptòtica (Bax i Bak) i anti-apoptòtica (Bcl-2, Bcl-XL, McL-1...), de manera que la proporció entre proteïnes pro-apoptòtiques i anti-apoptòtiques determina la sensibilitat cel·lular al procés d'apoptosi. Un estímul apoptòtic (com l'estrès oxidatiu) pot provocar una inactivació de les proteïnes Bcl-2 o bé una activació de les proteïnes Bax, i per tant, que hi hagi una proporció més alta de proteïnes pro-apoptòtiques. La proteïna Bax pot promoure la permeabilització de la membrana mitocondrial externa a través de la formació de canals, fet que provocaria una dissipació de potencial i tindria les mateixes conseqüències que el mecanisme comentat anteriorment. Cal tenir en compte que la proteïna Bax també és capaç d'induir l'obertura del MPTP.
Per tant, el citocrom c pot arribar al citosol a causa d'una obertura del por de la membrana mitocondrial o bé per la formació de canals originats per la interacció de les proteïnes pro-apoptòtiques de la família Bcl-2.
Una vegada al citosol, el citocrom c té activitat pro-apoptòtica i desencadena l'activació de les caspases, un tipus de proteïnes cisteïna proteases. El citocrom c, en presència d'ATP, s'associa amb la proteïna Apaf-1 (factor activador de la proteasa apoptòtica) i posteriorment amb la procaspasa-9, que s'activa a caspasa-9 (tipus de caspasa iniciadora) i es forma l'apoptosoma. L'apoptosoma hidrolitza la procaspasa-3 a caspasa-3, i s'inicia una activació en cadena per amplificació de diferents tipus de caspases efectores, que mitjançant la seva capacitat proteolítica desencadenen les últimes fases de l'apoptosi, com poden ser la digestió de proteïnes estructurals al citoplasma, la degradació del DNA cromosòmic i la fagocitosi dels cossos apoptòtics.
El procés d'apoptosi induït a partir dels mitocondris no s'atribueix exclusivament a la participació del citocrom c. Entre les molècules que són alliberades del mitocondri al citosol cel·lular a causa d'un augment de la permeabilització de la membrana mitocondrial, recentment s'ha identificat una molècula coneguda com a Smac (second mitochondria-derived activator of caspases) o Diablo (direct IAP binding protein with low pI), que actua com a inhibidor de la família de proteïnes de les IAPs (inhibitors of apoptosis) de mamífers, que tenen activitat anti-apoptòtica. Per tant, Smac/Diablo indueix l'apoptosi mitjançant la neutralització d'IAPs.

## Funció com a prova evolutiva
El citocrom c es troba a tots els organismes que obtenen energia a través de la respiració cel·lular (animal, vegetals i microorganismes eucariotes). És una proteïna que està feblement associada a la membrana mitocondrial interna, per tant, resulta fàcil aïllar-la i estudiar la seva seqüència d'aminoàcids.
L'evolució del citocrom c va tenir lloc abans de la separació entre animals i plantes (fa més de 1.500 milions d'anys) i ha mantingut la seva funció fins avui en dia. Investigadors com Emil Smith i Emanuel Margoliash han descobert que 21 dels 104 residus no han patit cap modificació. A més a més, s'han realitzat experiments amb citocroms provinents de diferents organismes i s'ha comprovat que reaccionen amb la citocrom c oxidasa de qualsevol altra espècie. Per exemple, el citocrom c de germen de blat reacciona amb la citocrom c oxidasa humana.
L'estudi de la seqüència d'aminoàcids del citocrom c en diferents espècies permet elaborar un arbre filogenètic, on la longitud de les branques és proporcional al nombre de canvis que hagin tingut lloc als aminoàcids del citocrom c.

## Modificació del citocrom c
La modificació del citocrom c pot protegir la cèl·lula de l'estrès oxidatiu i evitar la mort cel·lular. Hi ha estudis que demostren que la nitració del citocrom c permetria que aquesta molècula s'alliberés al citosol sense induir l'apoptosi.